# Dotilloplax
Dotilloplax is een geslacht van kreeftachtigen uit de klasse van de Malacostraca (hogere kreeftachtigen).

## Soort
- Dotilloplax kempi Tweedie, 1950